# Paolo di Sangro
Paolo di Sangro (... – 1455) è stato un nobile e condottiero italiano, signore di Agnone, Atessa, Civitacampomarano, San Severo e Torremaggiore.

## Biografia
Nato in data e luogo sconosciuti da Cola Tommaso di Sangro e Maria Gianvilla, Paolo era il primogenito della loro prole (aveva tre fratelli, Antonio, Carlo e Princivalle, e due sorelle, Beatrice e Costanza). Venne avviato alla carriera militare nella compagnia di ventura di Jacopo Caldora, divenendo col tempo il maggior capitano del suo esercito e partecipando a varie imprese militari nell'ambito della disputa tra gli Angioini e gli Aragonesi, questi ultimi pretendenti al trono del Regno di Napoli. Il 15 novembre 1439 si ritrovò a Sulmona, nella chiesa di Santo Spirito al Morrone, a celebrare le esequie del Caldora, morto improvvisamente durante l'assedio di Colle Sannita. Passò quindi a militare sotto il di lui figlio Antonio Caldora seguendolo nei suoi frequenti mutamenti di partito.
Paolo di Sangro si rese celebre nella battaglia di Sessano del 28 giugno 1442, dove defezionò in favore di Alfonso V d'Aragona, decretando la sconfitta di Antonio Caldora e dando avvio alla fine della supremazia della sua famiglia nel Regno di Napoli. Per ricompensarlo della vittoria raggiunta, l'aragonese gli donò il feudo di Torremaggiore e una grossa somma in denaro.
In agosto dello stesso anno batté a Troia i condottieri Cesare Martinengo, Vittore Rangoni e Lionello Accrocciamuro. Qui ritrovò Antonio Caldora (che nel frattempo aveva mutato nuovamente partito), il quale l'incaricò di convincere Alfonso V d'Aragona (nel frattempo divenuto sovrano del Regno) a fargli restituire il ducato di Bari dal principe di Taranto Giovanni Antonio Orsini del Balzo.
Nell'ottobre del 1443 mosse contro Francesco Sforza e soccorse nella Marca anconitana il capitano di ventura Niccolò Piccinino. Nel novembre, uscito da Montegiorgio, dopo tre giorni di assedio espugnò e diede alle fiamme Torre San Patrizio; successivamente con il supporto degli abitanti di Sant'Elpidio a Mare occupò Monte Urano. Nel dicembre tuttavia dovette porre fine alla campagna nella Marca fermana per mancanza di denaro e vettovaglie.
Nell'agosto del 1444 con un esercito di 1 000 cavalieri represse la rivolta di Antonio Centelles Ventimiglia, marchese di Crotone. Nel dicembre dello stesso anno con Giacomo Montagano si accampò a Macerata. Nel 1448 prese parte con un esercito di 2 500 cavalieri alla vittoriosa battaglia di Piombino contro la Repubblica di Firenze. Nel giugno del 1452 al comando di 600 cavalieri partendo dall'Aquila marciò contro i fiorentini al fianco di Ferrante d'Aragona. Nel 1454, dopo gli avvenimenti della pace di Lodi, ottenne dalla Repubblica di Firenze la proposta di ricoprire il ruolo di capitano generale dell'esercito fiorentino a fronte di uno stipendio di 30 000 ducati. Il re Alfonso V d'Aragona lo costrinse a rifiutare l'offerta e gli concesse i feudi di Agnone, Atessa e San Severo.
Paolo di Sangro morì nel 1455.

## Ascendenza
|                               |   |                                 | Genitori |  |  | Nonni |  |  | Bisnonni         |  |  | Trisnonni        |  |
|                               |   |                                 |          |  |  |       |  |  | Nicolò di Sangro |  |  | Matteo di Sangro |  |
|                               |   |                                 |          |  |  |       |  |  | Nicolò di Sangro |  |  | Matteo di Sangro |  |
|                               |   | Candola/Condinella di Barbarano |          |  |  |       |  |  | Nicolò di Sangro |  |  |                  |  |
| Simone di Sangro              |   |                                 |          |  |  |       |  |  | Nicolò di Sangro |  |  |                  |  |
|                               |   | ?                               | ?        |  |  |       |  |  |                  |  |  |                  |  |
|                               |   | ?                               | ?        |  |  |       |  |  |                  |  |  |                  |  |
|                               |   | ?                               | ?        |  |  |       |  |  |                  |  |  |                  |  |
| Cola Tommaso di Sangro        |   | ?                               |          |  |  |       |  |  |                  |  |  |                  |  |
|                               |   | ?                               | ?        |  |  |       |  |  |                  |  |  |                  |  |
|                               |   | ?                               | ?        |  |  |       |  |  |                  |  |  |                  |  |
|                               |   | ?                               | ?        |  |  |       |  |  |                  |  |  |                  |  |
| Tommasa di Monforte-Gambatesa |   | ?                               |          |  |  |       |  |  |                  |  |  |                  |  |
|                               |   | ?                               | ?        |  |  |       |  |  |                  |  |  |                  |  |
|                               |   | ?                               | ?        |  |  |       |  |  |                  |  |  |                  |  |
|                               |   | ?                               | ?        |  |  |       |  |  |                  |  |  |                  |  |
| Paolo di Sangro               |   | ?                               |          |  |  |       |  |  |                  |  |  |                  |  |
|                               | ? | ?                               |          |  |  |       |  |  |                  |  |  |                  |  |
|                               | ? | ?                               |          |  |  |       |  |  |                  |  |  |                  |  |
|                               | ? | ?                               |          |  |  |       |  |  |                  |  |  |                  |  |
| Amelio Gianvilla              | ? |                                 |          |  |  |       |  |  |                  |  |  |                  |  |
|                               |   | ?                               | ?        |  |  |       |  |  |                  |  |  |                  |  |
|                               |   | ?                               | ?        |  |  |       |  |  |                  |  |  |                  |  |
|                               |   | ?                               | ?        |  |  |       |  |  |                  |  |  |                  |  |
| Maria Gianvilla               |   | ?                               |          |  |  |       |  |  |                  |  |  |                  |  |
|                               |   | ?                               | ?        |  |  |       |  |  |                  |  |  |                  |  |
|                               |   | ?                               | ?        |  |  |       |  |  |                  |  |  |                  |  |
|                               |   | ?                               | ?        |  |  |       |  |  |                  |  |  |                  |  |
| ?                             |   | ?                               |          |  |  |       |  |  |                  |  |  |                  |  |
|                               |   | ?                               | ?        |  |  |       |  |  |                  |  |  |                  |  |
|                               |   | ?                               | ?        |  |  |       |  |  |                  |  |  |                  |  |
|                               |   | ?                               | ?        |  |  |       |  |  |                  |  |  |                  |  |
|                               |   | ?                               |          |  |  |       |  |  |                  |  |  |                  |  |

## Discendenza
Paolo di Sangro si sposò con Abenante Attendolo, figlia di Domenico, fratello del celebre capitano di ventura Muzio Attendolo Sforza, e Giovannella Gesualdo. Da lei ebbe:
- Carlo, figlio primogenito, ereditò i beni paterni e sposò Caterina Caetani, da cui avrà Gianfrancesco[7];
- Alfonso, signore di Dogliola, Fresagrandinaria e Palmoli, il quale sposò Antonia Caracciolo[8];
- Ferraguto, signore di Lentella[9];
- Altobella, andata in sposa il 21 novembre 1450 al condottiero Cola di Monforte-Gambatesa[10];
- Emilia, andata in sposa a Giulio della Leonessa[9].